# Батт III
Батт III Кульгавий (*Βάττος ο Χωλός, д/н —530 до н. е.) — давньогрецький цар Кирени у 550–530 роках до н. е.

## Життєпис
Походив з династії Баттіадів. Син царя Аркесілая II та Еріксо. Рано втратив батька, якого убив дядько Леарх у 550 році до н. е. Проте того ж року в результаті змови матері Батта — Еріксо та її брата Поліарха царя леарха було вбито, а Батт став новим царем Кирени.
В цей час становище царя було непевне. Посилилося протистояння царській владі з боку знаті та простих громадян. За порадою Дельфійського оракула запросив Демонакса з Мантінеї (як арбітра), який провів реформу державного керування. Киренаїка була поділена на три частини за групами грецьких колоністів — з Тери, Криту, інших островів Егейського моря. До того ж було створено Державну раду, яка вирішувала політичні питання. Влада царя обмежилася релігійними справами, а також правами наділення та розподілом землі. Власні маєтки царя також скоротилися.
Водночас для зміцнення свого становища Батт III уклав союз з Яхмосом II, фараоном Єгипту, видавши за нього доньку Ладіку. З цього моменту зберегалася внутрішня та зовнішня стабільність Кирени. Батт III правив до самої смерті у 530 році до н. е. Йому наслідував син Аркесілай III.

## Родина
Дружина — Феретіма
Діти:
- Ладіка, дружина Яхмоса II, фараона Єгипту
- Аркесілай III, цар Кирени